# Kyle Clemons
Kyle Clemons, född 27 december 1990, är en amerikansk friidrottare. Clemons ingick i det amerikanska lag som blev världsmästare på 4 x 400 meter 2015. Han deltog dock endast i försöksheatet och ersattes av David Verburg inför finalen.